# 스파르타
스파르타(도리아 그리스어: Σπάρτα) 또는 스파르테(아티케 그리스어: Σπάρτη)는 고대 그리스의 폴리스로, 펠로폰네소스반도 남부의 에우로타스 강 유역에 자리 잡고 있었다. 스파르타는 라코니아 평야 지역 중앙의 남쪽 끝자락에 자리하고 있는데 라코니아로 들어가는 적의 침입을 방어하는 군사적 요충지였다. 산지가 많은 그리스의 다른 지역과 달리, 비옥한 평야를 끼고 있어 자급자족할 수 있었던지라 예부터 바깥과 교류가 적어 폐쇄적인 사회체제가 형성되었으며, 기원전 4세기 말까지는 다른 폴리스와 달리 성벽을 쌓지 않았다. 기원전 650년경부터 스파르타는 이 지역의 군사적 패권국으로 떠올랐으며, 그리스-페르시아 전쟁 당시 그리스 연합군의 전체 지도자로 인정받기도 하였다. 스파르타 인구의 대부분은 헤일로타이였다.(헤로도토스에 따르면 인구의 80%가 넘는다고 한다) 이들은 관습에 따라 천시되고 모욕당하였으며, 크립테이아 관습에서 스파르타 시민은 합법적으로 이들을 죽일 수도 있었다. 기원전 431년부터 404년까지 스파르타는 펠로폰네소스 전쟁에서 아테나이의 주요 적대국이었다. 기원전 362년 그리스 전역에 대한 스파르타의 군사적 패권이 종식되었다. 이후에도 스파르타는 서구 문화에서 매료의 대상이었으며, 스파르타를 동경하는 태도를 라코노필리아라고 한다.

## 이름
고대 그리스 사람들은 보통 스파르타를 라케다이몬(Λακεδαίμων) 또는 라케다이모니아(Λακεδαιμονία)라고 불렀다. 호메로스와 아테나이의 역사가 헤로도토스와 투키디데스도 주로 이 명칭을 쓰고 있다. 헤로도토스는 스파르타를 지칭할 때 '라케다이몬'만 썼으며, 어떤 구절에서는 스파르타의 저지 도성과 대비하여 테라프네의 아카이아 성채를 지칭하기 위해 그렇게 부르기도 하였다. 타위게토스 산맥 동쪽 고원을 이루는, 스파르타 도성 주변 지역은 흔히 라코니아라고 불렸다. 때로는 이 말은 메세니아를 비롯하여 스파르타가 직접적으로 지배하는 모든 지역을 일컫는 말로 쓰이기도 하였다.
그리스 신화에서 라케다이몬은 제우스와 뉨페 타위게테의 아들이다. 그는 에우로타스의 딸 스파르타와 혼인하여 아미클라스, 에우리디케, 아시네를 낳았다. 그는 자신의 이름을 딴 나라인 스파르타의 왕이 되었으며, 도읍의 이름은 아내의 이름을 따랐다. 그는 스파르타와 아미클라이 사이에 카리테스의 성소를 건설하였다고 하며, 클레타와 파엔나 신에게 이름을 주었다고 한다. 테라프네 근처에 그에게 봉헌된 성소가 있었다고 한다. 대대로 스파르타의 왕들은 전설속의 영웅, 헤라클레스의 직계후손으로 여겨졌다.
오늘날 라케다이몬은 근대 그리스 라코니아 현의 관구 이름이기도 하다.

## 역사

### 선사 시대
스파르타의 선사 시대는 재현하기 어려운데, 기원전 1150년경 미케네 문명의 붕괴로 문자 기록이 모두 파괴되면서 구전 전승도 왜곡되어 전해졌기 때문이었다. 그러나 스파르타 지역에 사람이 살았다는 가장 초기의 증거로 스파르타 남쪽/남서쪽으로 2 km 정도 떨어진 쿠포부노 근처에서 발견된 신석기 중기의 도기가 있다. 이러한 유물은 호메로스의 일리아스에 나오는 옛 미케네 문명의 흔적이 스파르타 문명 이전의 유일한 흔적이다.
헤로도토스에 따르면 청동기 시대 말기에 북쪽에서 마케도니아 부족들이 펠로폰네소스로 침입하면서 암흑기에 접어든 것으로 추정되는데, 침략자 도리아 인들은 기원전 1200~1100년을 전후한 시기에 북쪽에서 반도로 이주하여 이곳 부족들을 복속하고 펠로폰네소스에 정착하였다고 한다. 도리아인들은 자기들의 나라를 세우기 전부터 스파르타의 영토를 넓힌 것으로 보인다. 이들은 동쪽과 남동쪽 아르고스의 도리아인과 북서쪽의 아르카디아 아카이아인들과도 싸웠다. 사료에서는 스파르타가 비교적 접근하기 어려운 곳이었는데, 타위게토스 평원의 지리 덕분에 성벽이 없어도 예부터 안전할 수 있었기 때문이다.
기원전 8세기에서 7세기에 스파르타는 무법 상태과 내전의 시기를 겪는데, 나중에 헤로도토스와 투키디데스가 이를 기록하였다. 그 결과 스파르타 사람들은 일련의 정치ㆍ사회 개혁을 실시하였는데, 이 업적은 전설상의 입법자 리쿠르고스의 공으로 돌려진다. 스파르타의 개혁은 고전기 스파르타 역사의 시작점이다.

### 고전기
스파르타에서 타위게토스 산 너머 서쪽으로 메세니아 지방이 있는데, 이곳은 펠로폰네소스반도에서 남쪽으로 흐르는 파미소스 강 유역의 비옥한 평야이다. 스파르타는 이 지방을 정복하면서 두각을 드러내는데, 메세니아 전쟁의 시기나 그 활동 인물에 대해서는 다소 불확실하다. 제1차 메세니아 전쟁은 테오폼포스 왕 시대에 일어나 티르타이오스의 시에 따르면 20년간 계속되었다고 한다. 파우사니아스는 전쟁의 연대를 기원전 743~724년으로 잡고 있는데, 오늘날에는 그가 추정한 연대가 비교적 사실에 가까운 것으로 평가된다. 제2차 메세니아 전쟁은 기원전 7세기 중엽이나 후반에 일어난 것으로 추정된다. 1차 전쟁에서 스파르타인들은 이미 메세니아인들을 헤일로타이로 삼고, 제2차 전쟁에서는 반란을 진압하여 스파르타의 지배를 공고히 확립하였다는 것이 일반적인 견해이다. 이 전쟁으로 인하여, 스파르타는 펠로폰네소스와 다른 그리스 지역의 맹주로 부상하였다.
이후 수 백년간 스파르타의 육군은 필적할 수 없는 명성을 얻었다. 기원전 480년 스파르타 왕 레오니다스 1세가 이끄는 작은 군대(대략 스파르타인 전체 병력 300명, 테스피스인 700명, 테바이인 400명이었다. 이 수치는 마지막 전투의 사상자를 고려하지 않는 것이다.)가 테르모필라이 전투에서 마지막으로 전설적인 일전을 벌여 거대한 페르시아 군대가 그리스인들을 포위하기까지 막대한 사상자를 내었다. 일 년 뒤 플라타이아이 전투에서 스파르타가 전체 병력을 모아 그리스 동맹군을 이끌고 페르시아에 맞서면서 그리스 호플리테스와 팔랑크스의 우수한 무기, 전략, 청동 무구는 그 진가를 다시 드러내었다.
플라타이아이에서 그리스 군대가 결정적인 승리를 거두면서 그리스-페르시아 전쟁은 막을 내렸으며, 유럽으로 진출하려는 페르시아의 야망도 좌절되었다. 이 전쟁은 그리스 군대 전체의 승리였으나, 그 공은 테르모필라이와 플라타이아이의 주인공이었던 스파르타에게 돌아갔으며, 스파르타는 사실상 전체 그리스 군대의 주도국이 되었다.
고전기에 스파르타는 아테나이, 테바이, 페르시아와 더불어 서로 패권을 놓고 다투었다. 전통적으로 육상 문화 국가였던 스파르타는 펠로폰네소스 전쟁(c. 431–404 BC)으로 해군국으로도 성장하였다. 스파르타의 패권이 절정에 달했을 당시 스파르타는 그리스의 주요한 나라들이 복속하였으며, 정예 아테나이 해군을 제압하려 하기도 하였다. 기원전 5세기 말에 스파르타는 아테나이 제국과 전쟁을 벌여 격퇴하였으며, 페르시아를 침공하기도 하였다.
코린토스 전쟁(395-387 BC)에서 스파르타는 테바이, 아테나이, 코린토스, 아르고스 등 그리스 주요 국가의 연합군과 싸웠다. 처음에 연합군은 페르시아의 지원을 받았는데, 스파르타는 페르시아령이었던 아나톨리아를 침략하여, 이들이 아시아로 영토를 확장하리라는 우려를 불러일으켰다. 스파르타는 육전에서 수차례 승리를 거두었으나, 그리스 함대와 페르시아가 아테나이에 제공한 페니키아 용병 함대의 연합군과 크니도스 전쟁에서 싸우다 자국 전함 상당수를 잃었다. 이 사건으로 스파르타의 해군력은 큰 타격을 입었으나, 페르시아로 침공하겠다는 이들의 포부를 꺾지는 못하였는데, 그러나 아테나이의 코논 장군이 스파르타의 해안을 약탈하면서, 스파르타의 오랜 걱정거리인 헤일로타이 반란을 선동하였다.
수 년 동안 전쟁이 이어지다 안탈키다스의 화의가 체결되어, 이에 따라 이오니아의 그리스 도시는 독립을 유지하되, 페르시아의 아시아 국경선은 스파르타의 위협을 받지 않도록 규정하였다. 이 전쟁으로 페르시아는 그리스 정치에 개입할 수 있었으며, 한편 스파르타는 그리스 정치에서 패권국의 위치를 주장할 수 있었다. 그러나 스파르타는 레욱트라 전투에서 테바이의 에파메이논다스 장군에게 대패하면서 오랜 쇠퇴기에 빠지게 된다. 이 전투는 처음으로 스파르타 군대가 전병력을 동원하고도 육전에서 패배한 사례였다.
스파르타의 시민권은 혈연을 기준으로 세습되었기 때문에 기원전 400년경에 오면 스파르타는 헤일로타이의 인구가 시민 수를 훨씬 압도하는 상황에 이르렀다. 출산율 급감으로 인한 스파르타 시민의 급격한 감소에 대하여 아리스토텔레스가 비평한 바 있다.

### 헬레니즘과 로마 시대
기원전 371년 레욱트라 전투에서 스파르타는 많은 성인 남성 병력을 상실하여 다시는 옛 수준으로 회복하지 못하였으며, 스파르타가 핍박하던 헤일로타이의 땅 메세니아 지역은 테베의 후원하에 아예 스파르타에서 독립해버린다. 그러나 스파르타는 200년이 넘게 지역 맹주로 버텼다. 마케도니아 왕국의 필리포스 2세와 알렉산드로스 대왕도 스파르타를 정복하려들지 않았는데, 스파르타는 이제 제거하기엔 그리 큰 위협이 아니었으나 스파르타의 무예 실력은 여전하여 침략하면 피해를 입을 위험이 컸기 때문이었다. 쇠퇴기에도 스파르타는 자신들이 ‘헬라스 세계의 수호자’라는 의식과 자신들의 간결한 라코니아 어법을 잊지 않았다. 한 일화로, 필리포스 2세가 스파르타에 “만약 내가 라코니아로 진입한다면, 나는 스파르타를 쓰러뜨리겠다”라고 서신을 전하였는데, 이에 스파르타 사람들은 짧게 ‘만약’이라고만 답하였다.
필리포스 2세는 페르시아에 대항하여 그리스를 통합한다는 핑계로 코린토스 동맹을 창설하였으나, 스파르타는 페르시아의 편에 서 코린토스 동맹에 가입하지 않았다. 인구가 급감해 멸망의 징조를 보이고 있던 스파르타인들은 자신들이 주도하지 않는 범그리스 군대와 함께하는 데는 더 이상 관심이 없었다. 헤로도토스에 따르면 마케도니아 사람은 도리아인 계열의 민족으로 스파르타와 혈족 관계였으나, 기원전 5세기를 지나면서 이 점은 전혀 중요하지 않게 되었다. 그래서 페르시아를 정복하고 본국으로 돌아온 알렉산드로스 대왕은 페르시아의 무구 300벌을 아테나이에 보내고는 비문에 새기기를 "필리포스의 아들 알렉산드로스와 스파르타인 이외의 모든 헬라스인에게 소아시아에서 노획한 전리품을 주노라."라고 남겼다.
포에니 전쟁 당시 스파르타는 로마 공화정의 동맹국이었다. 스파르타는 결국 아카이아 동맹에 편입되면서 정치적 독립을 잃게 된다. 기원전 146년 로마 장군 루키우스 뭄미우스가 그리스를 정복하였다. 로마 정복 시기에 스파르타는 자기식대로 계속 살았으며, 이 도시는 로마 상류층들이 스파르타의 이국적인 관습을 보기 위해 오는 관광지가 되었다. 아마 기원후 378년 아드리아노폴리스 전투에서 로마군이 대패하였을 때, 스파르타 팔랑크스도 로마 제국군과 함께 전투에서 서고트족 군대를 만나 패배하였을 것이다.

### 중세와 근대
비잔티움 시대 사료를 보면 라코니아 지방의 일부인 마니반도에서는 서기 10세기까지도 스파르타 시민들과 고대 전통 종교가 남아있었다고 하며, 차코니아에는 오늘날에도 도리스 그리스어를 쓰는 사람이 있다. 중세에 라코니아의 정치/문화 중심지가 미스트라스로 옮아갔다. 근대의 스파르타는 그리스 왕국의 국왕 오톤의 칙령으로 재건했다.

## 사회

### 정치 체제
도리스인의 나라였던 스파르타는 크레테의 도리스인을 본따 국가를 발전시켰다. 나라는 아기아다이 왕가와 에우리폰티다이 왕가 출신의 두 왕이 다스렸는데, 두 왕가 모두 헤라클레스의 자손으로 여겨졌으며 동등한 권위를 가져 서로의 행위에 대해 거부권을 행사할 경우 이를 거스를 수 없었다. 시민 의회가 행사한 권력은 어디서 기원했는지 사실상 알려져 있지 않은데, 사료가 부족한데다 스파르타의 비밀주의 때문이었다.
두 왕의 임무는 우선 종교, 사법, 군사 분야에 있었다. 이들은 국가의 최고 제사장이었으며 스파르타 정치에서 늘 중요한 권위를 행사했던 델포이 성소와 연락했다. 헤로도토스 시대(기원전 450년경)에 국왕의 사법 기능은 상속녀, 양자 입양, 공공 도로에 관한 송사로 제한되었다. 민사 및 형사 소송은 원로원인 게루시아와 더불어 관리 집단인 에포로스가 결정했다. 게루시아는 60세 이상의 원로 28명과 두 왕(나이 제한 없음)으로 이루어졌는데, 원로의 경우 종신직으로 선출되고 보통 왕가 출신이었다. 고급 정책 결정은 원로원에서 숙의하여 스파르타 시민의 집합체인 다모스에게 양자 택일식으로 정책을 제안하는데, 다모스가 투표를 통해 두 안 가운데 하나를 선택한다
아리스토텔레스는 스파르타의 왕정을 "일종의 무제한적이고 영속적인 장군직"(Pol. iii. I285a),이라고 기술했으며, 이소크라테스는 스파르타인을 일컬어 "본국에서는 과두정, 전투시에는 왕정의 지배"(iii. 24).를 받는다고 말했다. 그러나 왕의 권한은 시간이 흐름에 따라 점차 줄어들었다. 기원전 5세기의 페르시아 전쟁 시대부터 왕은 선전 포고할 권리를 잃었으며, 전장에서 에포로스 두 사람과 동행하게 되었다. 왕은 장군직 외에는 명목상 원수로 전락했다. 실권은 에포로스와 게루시아가 가졌다.

### 시민
스파르타에 사는 모든 사람들이 시민으로 인정받은 것은 아니었다. 스파르타 주민 가운데 스파르타식 교육 과정인 아고게를 완수한 사람만이 시민의 자격이 있었다. 보통 아고게를 받을 자격이 있는 사람을 스파르티아타이라고 하는데, 이 사람들은 조상도 도시의 원주민 출신이었다.
다만 스파르타 시민에서는 두 가지 예외가 있었다. '수양 아들'을 뜻하는 트로피모이는 외국에서 유학온 학생이었다. 가령 아테네의 장군 크세노폰도 두 아들을 트로피모이 자격으로 스파르타에서 보낸 바 있다. 또 다른 예외로는 헤일로타이의 아들 가운데 스파르티아타이가 공식적으로 입양하여 비용을 댄 자는 신트로포스 자격으로 호적에 등록될 수 있었다. 신트로포스가 이례적으로 훈련 때 잘 해내면, 보증을 받아 스파르티아타이가 되기도 했다.
그 밖으로는 비시민이면서도 스파르타 영토내에 사는 자유민인 페리오이코이와 국가가 소유한 농노인 헤일로타이 두 집단이 있었다. 비시민 출신은 아고게를 받을 수 없고, 아고게 비용을 댈 여력이 안되는 스파르타인은 시민권을 잃을 수도 있었다. 이러한 법은 스파르타가 전투 등으로 시민을 잃어도 대신할 사람이 없게 되며, 시민의 수가 비시민 특히 더 위험한 헤일로타이보다 수적으로 훨씬 열세에 놓일 경우 국가 유지가 위태롭게 될 수도 있다는 점에서 문제가 되었다.

### 헤일로타이와 페리오이코이

#### 헤일로타이
스파르타인은 라코니아인 중에서도 소수였다. 이 지방에서 가장 수가 많은 계급은 헤일로타이였다.
헤일로타이는 원래 메세니아와 라코니아의 자유민 출신의 그리스인이었으나, 스파르타인에게 전투에서 져서 노예가 된 사람이었다. 여타 그리스 도시 국가에서 자유 시민은 평시에는 각자 생업에 종사하다 전시에만 군인이 되었다. 그러나 스파르타에서 시민은 상시 군인이었으므로서 다른 육체 노동에 종사할 수 없었다. 헤일로타이는 스파르타인의 땅을 경작하는 미숙련 농노였다. 여성 헤일로타이는 유모로 일하기도 했다. 헤일로타이는 스파르타 군대와 함께 비전투원 농노로 종군하기도 했다. 테르모필라이 전투에서 전사했던 그리스인은 전설적인 300명의 스파르타 전사 뿐 아니라 테스피아이와 테바이의 병사 수백 명과 수많은 헤일로타이도 있었다.
헤일로타이와 이들의 스파르타 주인 사이의 관계는 늘상 적대적이었다. 투키디데스는 "스파르타의 정책은 헤일로타이에 대해 경계할 필요성에 주로 좌우되었다."고 평가했다.
기원전 3세기에 프리에네의 미론 은 다음과 같이 전했다.
"그들은 헤일로타이에게 죄다 부끄러운 일을 맡겼다. 이들 각자는 개가죽 모자(κυν?)를 쓰고 가죽(διφθ?ρα)을 몸에 두르며 잘못한 일이 있건 없건 해마다 정해진 횟수만큼 두들겨 맞아야했다. 그래서 그들이 스스로 노예임을 잊지 않게끔 하기 위해서였다. 게다가 노예로 일하기에 적절한 수준 이상으로 힘 센 자가 있으면 사형에 처해졌다. 그리고 헤일로타이 가운데 살찐 자가 있는데도 이를 막지 않으면 그 죄를 물어 제비뽑기로 처벌자를 정했다."

플루타르코스도 스파르타인들이 헤일로타이를 "가혹하고 잔인하게" 대했다고 쓴다. 스파르타인들은 시시티아에서 헤일로타이에게 물에 희석하지 않은 포도주(당시에는 보통 포도주를 물에 섞어 마셨기 때문에 물에 타지 않은 포도주는 위험하게 여겨졌다)를 억지로 마시게 해서 "그 상태로 이들을 공공 집회장으로 끌고 가서 아이들에게 취한 사람이 어떤지 보여주게 했다. 이들은 추잡한 춤을 추고 우스운 노래를 불렀다."
헤일로타이는 투표권이 없었는데, 그리스의 다른 지역에서 비그리스인 가재 노예에 비하면 그래도 나은 편이었다. 티르타이오스는 헤일로타이가 결혼할 수 있다고 언급한 바 있다. 이들은 종교 의식을 치를수도 있었던 것으로 보이며, 투키디데스에 따르면 제한된 양이나마 개인 재산도 가질 수 있었다고 한다.
해마다 에포로스가 취임하면 의례적으로 헤일로타이에 대한 전쟁을 선포하여 스파르타인들은 의례적 타락의 위험 없이 헤일로타이를 죽일 수 있었다. 이런 일을 하는 사람은 크립테스()로 보이는데, 아고게를 치르고 크립테이아라는 신비 조직에 가담한 자를 이른다.

#### 페리오이코이
페리오이코이는 헤일로타이와 비슷한 출신이었으나, 스파르타 사회에서 약간 다른 지위를 차지했다. 이들은 완전한 시민권을 누리지는 못했으나 자유민이었으며 헤일로타이처럼 가혹한 대우를 받지도 않았다. 스파르타인에게 이들이 어떻게 종속되었는지는 분명하지 않으나, 이들은 일종의 예비군으로 복무하거나 숙련 기술이나 해외 무역을 담당한 듯 하다. 스파르타 군대에서 페리오이코이 호플리테스 군대가 플라타이아이 전투 같은 데서 싸우기도 했으나, 이들의 가장 중요한 기능은 주로 갑옷과 무기를 제작하고 수리하는 일이었다.

### 경제
스파르타 시민은 법에 의거해서 장사나 제조업에 종사하지 못하게 되어 있어서 이런 일은 페리오이코이 손에 맡겨졌고, (이론상으로는) 금이나 은을 소유하지 못하게 금지되었다. 스파르타의 화폐는 쇠막대여서, 절도나 해외 교역이 매우 어려웠고 부의 축적을 억제했다. 적어도 이론적으로 부는 완전히 토지 자산에서 창출되었으며, 스파르타 시민에게 할당된 농지를 경작하는 헤일로타이의 연공을 수취하는 식이었다. 그러나 이렇게 부를 균등하게 나누려는 시도는 실패했다. 초기부터 스파르타 국내에서 부의 차이가 있었으며 펠로폰네소스 전쟁 이후 에피타데우스가 토지의 증여나 유증에 대한 금지 관습을 없애면서 부의 불평등은 더욱 심해졌다.
경제 활동을 할 필요가 없는 완전한 시민은 헤일로타이가 경작하고 꾸리는 농지를 받았다. 스파르타인들은 돼지고기에 피, 식초, 소금만 넣어 끓인 블랙 브로스(black broth)와 같은 엄격하게 절제된 식생활을 했다. 시간이 지나면서 상당한 토지가 대지주 손에 넘어갔으나 시민의 수는 줄어들었다. 기원전 5세기 초 스파르타 시민의 수는 10,000명이었으나, 아리스토텔레스 시대(기원전 384~322년)에는 1,000명을 넘지 못했으며, 기원전 244년에 아기스 4세가 즉위할 당시에는 700명으로 줄었다. 새로운 법을 제정해서 이러한 상황을 타개하려는 시도도 있었다. 독신자나 만혼자를 처벌하는 법도 있었다. 그러나 이런 법은 시민 감소 추세를 되돌리기엔 너무 늦었고 효과도 없었다.

### 교육
스파르타는 흔히 스파르타식 교육이라는 말이 생겨날 정도로 매우 혹독한 교육이 성행했다. 흔히 아고게라고 모든 스파르타인은 태어날 때부터 20세까지 의무적으로 이 교육을 받았다.
갓 태어난 신생아는 검사관의 엄격한 검사 과정을 거쳤다. 개중에 병에 걸리거나 장애가 있다고 판단될 시에는 스파르타 인으로서 부적격 판정을 받고 살처분되었다.
이후 남성의 경우 7세가 되면 본격적으로 군사교육에 입문하여 전사가 되는 과정을 거친다. 전사로서의 육성을 위한 군사훈련, 합숙 훈련, 그 외에 다양한 지식과 교양을 쌓았으며, 의무교육이 끝나는 20세에 도달하면 성인식으로 노예 계급인 헤일로타이를 몰래 습격해 살인, 강도 등 범죄를 일삼거나 산에 가서 맹수를 사냥해오기도 했다. 이러한 성인식을 통과한 자는 완전한 스파르타인으로 거듭났다.
그리고 갓 성인이 된 후부터 30세까지 약 10년간 의무적으로 군복무를 했다.

## 라코노필리아
라코노필리아란 스파르타와 스파르타의 문화, 정치 체제에 대한 애호를 이른다. 스파르타는 당대에 이미 선망의 대상이었으며, 숙적 아테나이에서도 그러했다. 고대에 "아테나이의 고귀하고 훌륭한 여러 사람들은 스파르타를 실제 세계에 구현된 이상 국가에 가까운 나라로 여겼다". 여러 그리스 철학자들, 특히 플라톤주의자들은 스파르타를 돈과 교역에 물들지 않고 강건한 이상 국가로 묘사하기도 했다.

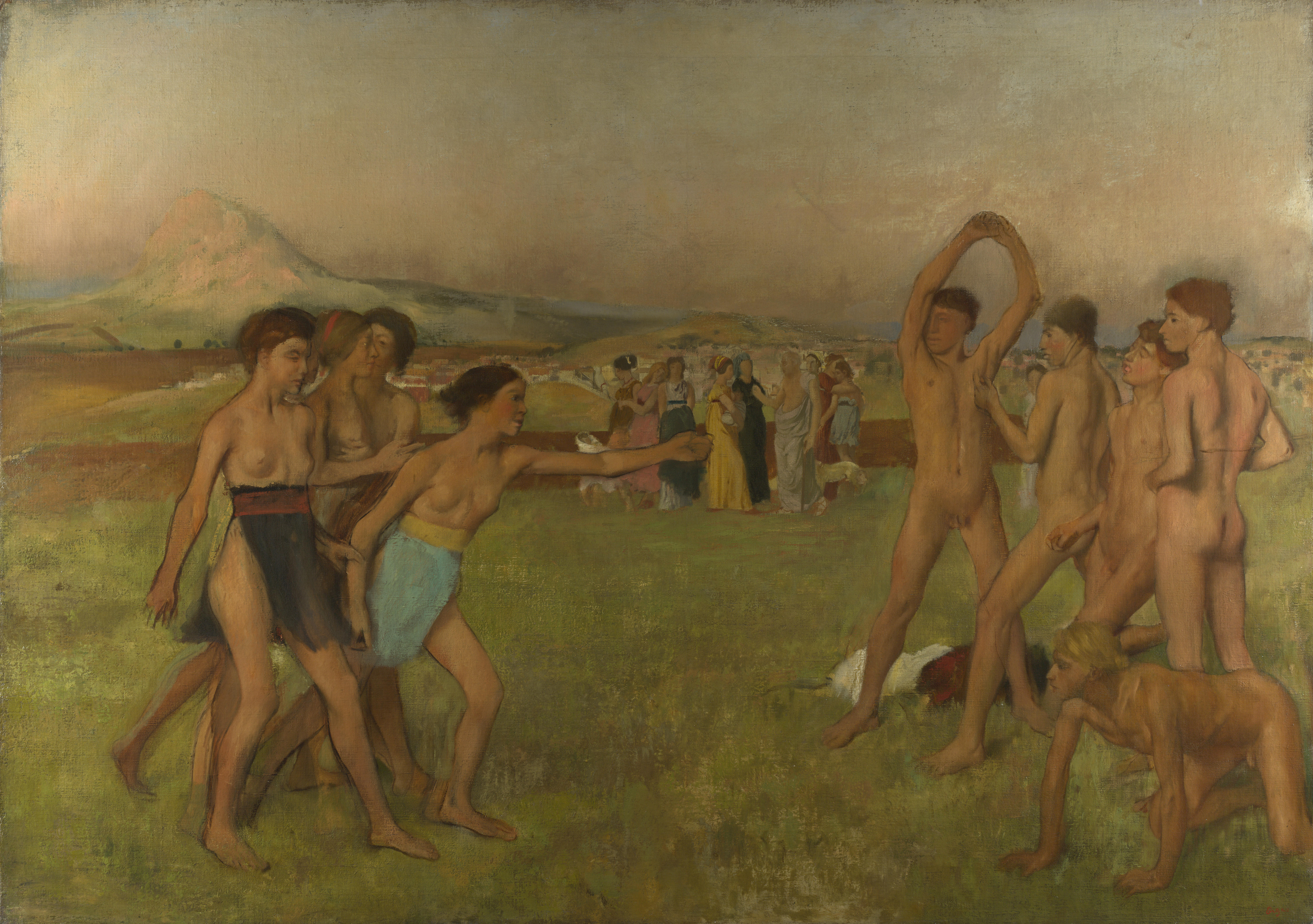
에드가 드가의 젋은 스파르타인들의 운동.

문예 부흥으로 고전 연구가 되살아 나면서 마키아벨리의 저작에서 볼 수 있듯 라코노필리아도 다시 등장했다. 엘리자베스 1세 시대의 영국의 헌정주의자 존 아일머는 "라케다이모니아(스파르타)는 지금까지 있던 나라 중에 가장 고귀하고 훌륭한 나라였다"고 언급하면서 튜더 시대 잉글랜드의 혼합 정체와 스파르타 공화정을 견주었다. 아일머는 스파르타를 잉글랜드의 모범으로 꼽았다. 장-자크 루소는 '예술과 학문에 대한 담화'에서 아테나이와 스파르타를 대조하면서 더욱 교화된 아테나이 문화보다 소박한 스파르타 체제를 더 높게 평가했다. 혁명기와 나폴레옹 시대 프랑스에서도 스파르타는 사회 정화의 표본이었다.
칼 오트프리트 뮐러는 스파르타의 이상을 스파르타가 속한 도리스인의 인종적 우수성과 연관지어 라코노필리아를 새롭게 해석했다. 아돌프 히틀러는 스파르타를 찬미하면서 1928년에 독일이 "살아남을 가치가 있는 자"를 제한함으로써 스파르타를 모방했다고 밝혔다. 히틀러는 "스파르타는 한때 훌륭한 수단을 가졌다... 스파르타인 6,000명이 헤일로타이 350,000명을 종속케 할 수 있덨던 것은 오로지 스파르타인의 인종적 우수성 덕분이었다"라고 말했다. 스파르타는 "최초의 인종주의 국가"였던 셈이다".
오늘날 "스파르타적"이라는 표현은 단순성, 검소함, 혹은 사치나 편의를 기피함을 이를 때 쓴다. 라코니아식 어법이란 스파르타인의 특징이었던 간결하고 무뚝뚝한 어법을 가리키는 말이다.

## 같이 보기
- 스파르타의 왕

## 참고 문헌
- 김진경 외 (16). 《서양고대사강의》. 서울: 한울. ISBN 89-460-2372-4 94920 |isbn= 값 확인 필요: length (도움말).
- 카트리지, 폴 (2002). 《Sparta and Lakonia: A Regional History 1300 to 362 BC》 2판. 옥스퍼드: 러틀리지. 0415262763.
- 에렘베르크, 빅터 (2004). 《From Solon to Socrates: Greek History and Civilisation between the 6th and 5th centuries BC》 2판. 런던: 러틀리지. 0415040248.
- 그린, 피터 (1998). 《The Greco-Persian Wars》 2판. 버클리: 캘리포니아 대학교 출판부. 0520203135.
- 플루타르코스 (2005).  Richard J.A. Talbert, 편집. 《On Sparta》 2판. 런던: 펭귄 북스. 0140449434.
- 플루타르코스 (2004).  Frank Cole Babbitt, 편집. 《Moralia Vol. III》. Loeb Classical Library. 캠브릿지: 하버드 대학교 출판부. 0674992709.